# NGC 5372
NGC 5372 est une petite galaxie spirale située dans la constellation de la Grande Ourse. Sa vitesse par rapport au fond diffus cosmologique est de 1 824 ± 15 km/s, ce qui correspond à une distance de Hubble de 26,9 ± 1,9 Mpc (∼87,7 millions d'al). NGC 5372 a été découverte par l'astronome germano-britannique William Herschel en 1789.
En raison d'une brillance de surface égale à 11,75 mag/am2, on peut qualifier NGC 5372 de galaxie présentant une brillance de surface élevée.
NGC 5372 renferme des régions d'hydrogène ionisé.

## Groupe de NGC 5322
Selon A.M. Garcia, la galaxie NGC 5372 fait partie d'un groupe de galaxies qui compte au moins 10 membres, le groupe de NGC 5322. Les autres galaxies sont NGC 5308, NGC 5322, NGC 5342, NGC 5376, NGC 5379, NGC 5389, UGC 8684, UGC 8714 et UGC 8716.
D'autre part, Abraham Mahtessian mentionne aussi ce groupe auquel il ajoute la galaxie NGC 5205 et la galaxie NGC 5526NE, une désignation inconnue de toutes les sources consultées.